# Federico Finchelstein
Federico Finchelstein (né en 1975) est un historien argentin. Il est actuellement (2017) professeur titulaire au département d’histoire de la New School for Social Research de New York.

## Biographie
Diplômé de l’université de Buenos Aires, il a soutenu en 2006 une thèse de doctorat au département d’histoire de l’université Cornell. Auparavant, il avait enseigné à l’université Brown.
Son domaine de recherche porte sur les fascismes européen et sud-américain, et sur les liens entre ces deux fascismes. Il intervient aussi comme commentateur et chroniqueur politique dans de nombreuses publications de la presse grand public et spécialisée, aussi bien dans son pays d’origine qu’aux États-Unis et en Europe, notamment dans Médiapart en France.
Federico Finchelstein a publié jusqu’ici (2017) plus d’une cinquantaine d’articles et d’essais sur le fascisme, le populisme latino-américain, les relations entre histoire et théorie politique, la guerre froide, le génocide et l’antisémitisme. Ses travaux ont paru dans diverses publications en anglais, espagnol, français, portugais, italien, etc., tant dans des ouvrages collectifs que dans des revues spécialisées.

## Publications
Pour une bibliographie complète, se référer au site internet de la New School for Social Research.

### Ouvrages
- The Ideological Origins of the Dirty War: Fascism, Populism, and Dictatorship in Twentieth-Century Argentina, Oxford University Press 2014
- Transatlantic Fascism: Ideology, Violence and the Sacred in Argentina and Italy, 1919-1945, Durham, Duke University Press 2010